# Daddy's Home 2
Daddy's Home 2 is een Amerikaanse komische film uit 2017, geregisseerd door Sean Anders en met in de hoofdrollen Will Ferrell en Mark Wahlberg. De film is een vervolg van Daddy's Home uit 2015. De film werd heel slecht ontvangen door recensenten maar wist toch 180 miljoen dollar op te brengen in de bioscopen. De film was genomineerd voor twee Razzies waarvan Mel Gibson er een won voor slechtste mannelijke bijrol. 
Hoewel de film over het algemeen negatieve recensies ontving van critici, bracht het wereldwijd meer dan $ 180 miljoen op tegen een productiebudget van $ 70 miljoen. 

## Rolverdeling
- Will Ferrell - Brad Whitaker
- Mark Wahlberg - Dusty Mayron
- Mel Gibson - Kurt Mayron
- John Lithgow - Don Whitaker
- Linda Cardellini - Sara Whitaker
- John Cena - Roger
- Scarlett Estevez - Megan Mayron
- Owen Vaccaro - Dylan Mayron
- Allessandra Ambrosio - Karen Mayron
- Didi Costine - Adrianna
- Bill Burr - Jerry
- Chesley Sullenberger - zichzelf
- Liam Neeson - zichzelf
- Daniel DiMaggio - jonge Dusty